# Drachenfutter (Film)
Drachenfutter ist ein deutsch-schweizerischer Spielfilm aus dem Jahr 1987. Der in Schwarz-Weiß gedrehte Film ist das Kinodebüt des Hamburger Filmregisseurs Jan Schütte.

## Handlung
Der Film zeigt Bilder aus der Welt der asiatisch-afrikanischen Asylsuchenden, ihrer Ausbeutung und ihrem Ärger mit Ämtern und Polizei. Erzählt wird die Geschichte vom Pakistani Shezad; nachts verkauft er Rosen, hilft in der Küche eines chinesischen Restaurants und ist glücklich, als er diese Schwarzarbeit hinter sich lassen kann. Nachdem sein einziger Freund Rashid abgeschoben wurde, freundet er sich mit dem von Ric Young gespielten chinesischen Kellner Xiao an. Gemeinsam versuchen sie ein eigenes Restaurant zu eröffnen. Mit viel Arbeit und einigen Tricks stehen sie eines Tages dann doch kurz vor der Erfüllung ihres Traumes.

## Hintergrund
Der Filmtitel Drachenfutter bezieht sich auf die Rosen der Blumenverkäufer in den Kneipen der 1920er Jahre. Sie wurden damals meistens von alkoholisierten Männern auf Zechtour gekauft, um sie ihren Frauen zur Besänftigung mitzubringen. Heute werden die Rosen in St. Pauli meistens an Liebespaare verkauft.
Der Film wurde mit Mitteln des Kuratoriums junger deutscher Film und des Hamburger Filmbüro e. V. produziert. Er startete am 11. Februar 1988 in den Kinos und wurde erstmals am 9. Oktober 1988 in Deutschland im ZDF ausgestrahlt.

## Auszeichnungen
Drachenfutter erhielt 1987 den Francesco-Pasinetti-Preis der italienischen Filmkritik, 1988 den Preis der deutschen Filmkritik für den besten Spielfilm sowie den Fernsehfilmpreis der Deutschen Akademie der Darstellenden Künste. 1989 wurde Jan Schütte dafür mit dem Adolf-Grimme-Preis mit Silber ausgezeichnet.

## Kritiken
Harry Rowohlt schrieb in Die Zeit: Vor zwei Jahren hat Jan Schütte einen fünfzehnminütigen Dokumentarfilm über asylsuchende Blumenverkäufer gedreht, und weil er fand, daß das noch nicht genug war, reicht er jetzt diesen Spielfilm nach. Dabei hat er gründlich nachgedacht und keine authentisch betroffenen Laienschauspieler genommen, sondern Schauspieler, und zwar gute, denn die gibt es ja hie und da. (…) Der Film endet natürlich traurig, aber es macht einen froh: endlich ein gelungener deutscher Film, nicht zu lang und nicht zu laut, unauffällig, aber gut. Wie die Nummer 29 beim Chinesen (Won-Ton-Suppe).
Wolfram Schütte schrieb in der Frankfurter Rundschau: „Die offenkundige Parteinahme des Regisseurs für die Miserablen hat Fassbinderische Empathie; auch besitzt Jan Schütte den Mut zu erzählerischer Lakonie und zu einem erstaunlichen Naturalismus, was die Sprache angeht. Es wird pakistanisch und chinesisch gesprochen; nur wenn sich die Ausländer über ihre Sprachgrenzen hinweg miteinander verständigen wollen, verfallen sie auf ein Pidgin-Deutsch, das man in seiner reinen Form nur hört, wenn sich Behördenvertreter äußern – oder ein deutscher Gast sich über das Essen beschwert. Diese Erfahrung der unübersetzten und nicht-untertitelten Fremdsprachen und des Basis-German ist vielleicht noch aufregender, irritierender als die unsentimentale, jedoch gefühlvolle Poesie der Bilder von Drachenfutter. Der erste Spielfilm Jan Schüttes ist ein Versprechen, das viele schöne Möglichkeiten zeigt, die der Regisseur später bei anderen Arbeiten wird wirklich einlösen müssen. Erfreulich ist es jedoch schon, daß sich die neue Generation unseres Films so entschieden und einläßlich Lebensbereichen unserer Gesellschaft zuwendet, die an der Peripherie bürgerlicher Wahrnehmung liegt.“
Frauke Hanck schrieb in der tz: „Klassische Schwarzweiß-Bilder, wenig Dialog in vielen Sprachen und so manches Pathos im Gefühl.“
Werner C. Barg schrieb im Lexikon des Kinder- und Jugendfilms: „Schütte/Strittmatter ist zu danken, dass sie als eine der ersten im westdeutschen Kino das abstrakte Problem der Asylbewerbung durch sehr emotionale, von Melancholie, aber auch von Wut über die Verhältnisse geprägten Filmerzählung personifiziert haben. Sie geben den Zuschauern die Gelegenheit, sich mit zwei Flüchtlingen identifizieren zu können.“

## Quelle
- Lothar R. Just: Film-Jahrbuch 1989. Heyne, München, 1990, ISBN 3-453-03012-5